# Thermophylax tyoployensis
Thermophylax tyoployensis là một loài Trichoptera trong họ Limnephilidae. Chúng phân bố ở miền Cổ bắc.